# Ctenomys fodax
Ctenomys fodax és una espècie de mamífer rosegador de la família dels ctenòmids. És endèmic de la zona de Lago Blanco, a la província de Chubut (Argentina). El seu cariotip és 2n = 28 i el seu NF és 42. Se sap molt poca cosa sobre el seu hàbitat i la seva història natural, en gran part perquè fins ara només se l'ha trobat en una sola localitat. Es desconeix si hi ha cap amenaça significativa per a la supervivència d'aquesta espècie.